# كوغاليم أفيا
كوغاليم أفيا (بالروسية:«Авиакомпания Когалымавиа»)، والمعروفة اختصاراً باسم «كولافيا» (Kolavia)،(بالروسية: Колавиа) وتجارياً باسم متروجت (Metrojet) هي شركة طيران مقرها في كوغاليم، تيومين أوبلاست، روسيا. ومقرها هو مطار كوغاليم الدولي مع محور رئيسي في مطار دوموديدوفو الدولي في موسكو. بدأت عملياتها في مايو 1993، واليوم، فإنها تقدم خدمات تأجير طائرات معظمها إلى وجهات دولية ترفيهية وسياحية.

## وجهات
من مطار دوموديدوفو الدولي، موسكو
- النمسا (زالتسبورغ)
- أذربيجان (غابالا)[3]
- بلغاريا (بورغاس، فارنا)
- كرواتيا (بولا (مدينة))
- جمهورية التشيك (باردوبيتسه)
- مصر (الغردقة، شرم الشيخ، طابا)
- إسبانيا (برشلونة، إيبيزا (جزيرة)، ميورقة (مدينة))
- فرنسا (غرونوبل)
- اليونان (رودس (جزيرة)، كاندية)
- إيطاليا (تريفيزو، ريميني)
- الجبل الأسود (تيفات)
- تركيا (أنطاليا، بودروم، دالامان)

من مطار بولكوفو، سانت بطرسبرغ
- مصر (الغردقة، شرم الشيخ)
- تركيا (أنطاليا)

من مطار لينارت ميري، تالين
- مصر (الغردقة، شرم الشيخ)

## أسطول

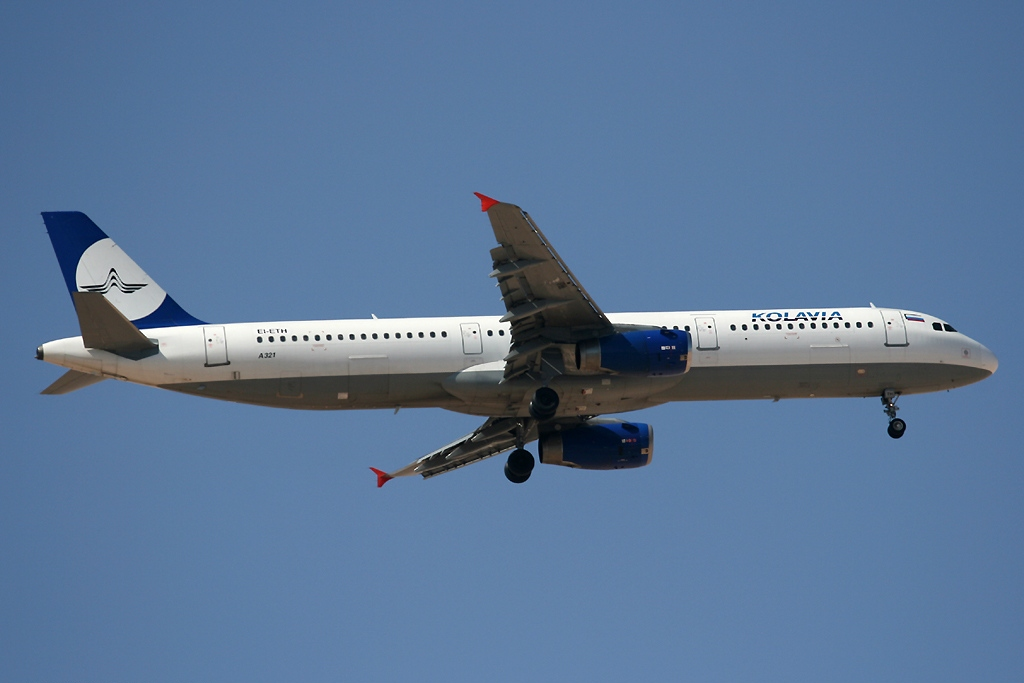
كوغاليم أفيا إيرباص إيه 321-200

يتضمن أسطول كوغاليم أفيا الطائرات التالية اعتبارا من أكتوبر عام 2015:

## الحوادث
- في 1 يناير 2011، اندلع حريق في أحد محركات طائرة من نوع توبوليف تو 154 بي-2، ذات رقم التسجيل (RA-85588) وذلك قبل الإقلاع. الطائرة كانت تقل 116 راكبا و 8 من أفراد الطاقم. النيران اجتاحت جسم الطائرة، مما أسفر عن مقتل ثلاثة اشخاص وأصابة 43 من الركاب بجروح.[5][6][7]
- في 31 أكتوبر 2015، تحطمت على شبه جزيرة سيناء طائرة من نوع إيرباص إيه 321-200، كانت على متنها 217 راكب وسبعة من افراد الطاقم، وهي في طريقها من شرم الشيخ إلى سانت بطرسبورغ. ولقي جميع من على متنها حتفهم [8]

## وصلات خارجية
- (بالروسية)